# 松ヶ下宏之
松ヶ下 宏之（まつがした ひろゆき、1973年12月13日 - ）は、日本の歌手。ピアノ、ギター、ベース等の楽器演奏以外に作詞、作曲、編曲、サウンド・プロデュース、打ち込みも行う。妻はタレントの斉藤雪乃。
公式のプロフィールのプロデュース一覧には元々miwaも掲載されていたものの、別名義Quatre-Mについて明かされていなかったが、miwaのスタッフ（@miwastaff）によってQuatre-Mと改めて紹介されている。

## 略歴
- 1973年12月13日生まれ。広島県広島市出身。
- 1992年、上京。同級生の別所悠二と音楽ユニットBluem of Youth（ブルーム・オブ・ユース）を結成。
- 1995年10月、Epic/Sony Recordsよりメジャー・デビュー。
- 1999年、日本テレビ系『雷波少年』の企画により「ロシア横断シベリア鉄道ストリートライブ」で約7カ月間、ロシアを旅する。
- 2002年夏頃よりソロ活動を始める。12月28日、中野サンプラザでのライブをもってBluem of Youthの活動を休止。
- 2003年よりソロ活動と並行して編曲、サウンド・プロデュース、ストリングスアレンジ、サポート・ミュージシャン、楽曲提供等で活動中。
- 2007年6月、1stフル・アルバムをM's Spiritより全国流通リリース。
- 2008年12月31日、Bluem of Youth再結成。
- 2018年4月、タレントの斉藤雪乃と結婚[2]。
- 2019年3月、第1子をもうける。

## 発売作品
CDアルバム発売作品（全国流通盤）
- 『Way to Happiness?』（2007年6月8日）
- 『松ヶ下製音所作品集Vol.1』（2008年8月8日）
- 『松ヶ下製音所作品集Vol.2』（2009年3月6日）
- 『遠隔捜査-真実への23日間-オリジナルサウンドトラック』（2009年12月4日）※1
- 『冬』（2010年12月10日）※1
- 『2006-2010 Selection』（2011年1月14日）※1

CDシングル発売作品（全国流通盤）
- 『想い出の降る朝』（2006年12月8日）
- 『嘘』（2007年4月6日）
- 『DRAMA ADDICTION』（2007年7月6日）
- 『金色の街/最後のドライブ』（2007年12月7日）

DVD発売作品（全国流通盤）
- 『Way to Happiness? Tour Final Digest Edition』（2009年1月23日）
  - ※1（M's Spirit L.C. LABELより発売）

## サポート・ミュージシャン活動
- 2008年　鈴木康博『Yasuhiro Suzuki Anniversary Live 1970-2008』 2008年6月29日横浜ランドマークホール/11月16日ヤクルトホール （Keyboard）
- 2012年・2013年・2016年・2020年～「柏木由紀」
- 2013年～「す・またん!バンド」楽曲編曲・レコーディング・エンジニア・ライブサポート（Bass･Keyboard等）
- 2014年・2015年「石井竜也（Keyboard）」「岸田敏志（Keyboard）」「井上昌己（Keyboard）」「吉田栄作（Keyboard & Guitar）」「牧野由依」「福山雅治」「BENI」「千綿偉功」他多数

## レコーディング活動
- 2010年5月25日鈴木康博 『with』
- 2015年「石井竜也『STONE』（編曲・Guitar・Keyboard）」他多数
- 2016年「柏木由紀『miss you』」

## テレビ音楽
- 2005年『ザ!情報ツウ』（日本テレビ系）
- 2005年『スポんちゅ』（日本テレビ系）

## 劇伴
- 2006年 FMシアター『友情』（NHK-FM）

## 舞台音楽
- 1998年、2004年『友達』
- 2005年、2007年『見よ、飛行機の高く飛べるを』
- 2009年『虹のクロニクル』

## 映画音楽
- 2002年『Red Harp Blues（GAGA）』

## ゲーム音楽
- 2009年『遠隔操作 ―真実への23日間―』（PSP）
- 2011年『フリフリ!サルゲッチュ』（PS3）